# Studi sinfonici
Gli Studi sinfonici (in francese: Études Symphoniques), Op. 13, sono un ciclo di studi per pianoforte di Robert Schumann. Furono composti nel 1834 sotto forma di tema con sedici variazioni su una melodia del Barone von Fricken, seguite da un'ulteriore variazione su un tema completamente diverso di Heinrich Marschner. 

## La composizione
La prima edizione (1837) recava una nota in cui si avvertiva che la melodia era stata composta da un dilettante: Schumann aveva infatti ricevuto il tema dal Barone von Fricken, tutore di Ernestine von Fricken, la Estrella del suo Carnaval Op. 9. Il barone, musicista dilettante, aveva utilizzato la melodia in un tema con variazioni per flauto. Schumann si era fidanzato con Ernestine nel 1834, ma ruppe il fidanzamento l'anno seguente: un elemento autobiografico si intrecciava dunque alla genesi degli Études symphoniques (com'è avvenuto per molti altri capolavori di Schumann).
Delle sedici variazioni composte da Schumann sul tema di Fricken, solo undici vennero pubblicate da lui. (Una versione precedente, completata fra il 1834 e il gennaio 1835, conteneva dodici brani). Lo studio finale, ovvero il dodicesimo brano tra quelli pubblicati, era una variazione su un tema dalla romanza Du stolzes England freue dich (Esulta, o fiero inglese!), dall'opera di Heinrich Marschner Der Templer und die Jüdin (Il templare e l'ebrea), desunta dall'Ivanhoe di Walter Scott (un omaggio a William Sterndale Bennett, amico inglese di Schumann). Il tema di Fricken fa una fugace apparizione durante questo studio. L'opera venne pubblicata per la prima volta nel 1837 (XII Etudes Symphoniques). Solo nove dei dodici studi erano effettivamente pensati come variazioni. Ecco la loro sequenza:
- Tema - Andante
- Etude I (1° variazione) - Un poco più vivo
- Etude II (2° variazione) - Andante
- Etude III - Vivace
- Etude IV (3° variazione) - Allegro marcato
- Etude V (4° variazione) - Scherzando
- Etude VI (5° variazione) - Agitato
- Etude VII (6° variazione) - Allegro molto
- Etude VIII (7° variazione) - Sempre marcatissimo
- Etude IX - Presto possible
- Etude X (8° variazione) - Allegro con energia
- Etude XI (9° variazione) - Andante espressivo
- Etude XII (Finale) - Allegro brillante (dal tema di Marschner).

Nel settembre del 1834 vennero presi in considerazione altri titoli: Variations pathétiques e Etuden im Orchestercharakter von Florestan und Eusebius. In quest'ultimo caso gli Études sarebbero stati firmati da due personaggi immaginari, che per Schumann personificavano due aspetti essenziali e complementari della sua personalità e del suo mondo poetico. 'Florestano e Eusebio' avrebbero poi "firmato" le Davidsbündlertänze, Op. 6, ma soltanto nella versione del 1835 degli Études symphoniques i brani furono suddivisi in modo tale da far risaltare l'alternanza di pagine più liriche, malinconiche e introverse (Eusebio) con brani di carattere più emotivo e dinamico (Florestano). Nella versione del 1837 prevale Florestano.
Quindici anni dopo, nella seconda edizione (Lipsia, 1852), il titolo del 1837 Études symphoniques divenne Études en forme de variations, due studi (il n. 3 e il n. 9) che non si conformavano al nuovo titolo - non essendo esattamente delle variazioni - vennero espunti, e la partitura fu sottoposta a revisione. 
L'opera venne dedicata interamente all'amico inglese di Schumann, il pianista e compositore William Sterndale Bennett, che la eseguì spesso in Inghilterra con grande successo, ma Schumann riteneva che la composizione fosse inadatta all'esecuzione in pubblico e consigliò alla moglie Clara di non suonarla.

## Carattere della composizione
A parte i riferimenti a Florestano e a Eusebio, tutti i titoli proposti da Schumann rivelano il carattere alla base della concezione dell'Op. 13. Qui 'studi' ha lo stesso significato che ritroviamo negli Studi op. 10 di Fryderyk Chopin, ovvero brani da concerto in cui si scandagliano le possibilità tecniche e timbriche della scrittura per pianoforte solo; sono 'studi sinfonici' per via della ricchezza e della complessità dei colori qui evocati: la tastiera diventa un'orchestra in grado di fondere, sovrapporre o mettere in contrasto timbri diversi. 
Se si escludono il n. 3 e n. 9, nei quali il legame col tema è molto esile, gli studi sono delle variazioni a tutti gli effetti. Non era la prima volta in cui Schumann affrontava la forma delle variazioni. Qui, però, il principio della variazione consiste piuttosto in una libera trasformazione, e non più del tema in sé, ma di una 'cellula" o di più 'cellule' musicali (come avviene ad esempio anche in Carnaval). Gli Études symphoniques mettono a frutto la lezione delle Variazioni Diabelli di Beethoven: il tema, che serve da elemento unificatore, è ampliato e trasformato, divenendo la base da cui fioriscono idee di vario carattere espressivo.
Spesso il virtuosismo richiesto dalla scrittura pianistica non mira a impressionare l'ascoltatore, ma piuttosto a chiarire la complessità polifonica e approfondire la sperimentazione delle potenzialità della tastiera.

## Edizioni postume
Nel 1861, cinque anni dopo la morte di Schumann, il suocero Friedrich Wieck pubblicò una terza edizione con lo pseudonimo "DAS" (acronimo per Der alte Schulmeister). Questa edizione tentava di mitigare le differenze tra le prime due e recava entrambi i titoli precedenti (XII Études Symphoniques e Études en forme de variations).
Nella nuova edizione del 1890, Johannes Brahms reinserì le cinque variazioni espunte da Schumann, che attualmente vengono suonate spesso, ma la loro posizione all'interno dell'opera varia leggermente da un'esecuzione all'altra; ora abbiamo dodici variazioni e queste cinque variazioni, chiamate "postume", ne costituiscono un supplemento.
I cinque brani pubblicati postumi (tutti basati sul tema di Fricken) sono:
- I variazione - Andante, Tempo del tema
- II variazione - Meno mosso
- III variazione - Allegro
- IV variazione - Allegretto
- V variazione - Moderato.

## Orchestrazioni
Due brani, tra cui l'Allegro brillante, sono stati orchestrati da Čajkovskij e incisi su CD .